# تاكسي (فلم تليفزيوني)
تاكسي، تدور أحداثه حول سائق التاكسي والمواقف التي يتعرض له مع زبائنه.

## بطولة
- شفيق نور الدين
- سناء جميل
- صفاء أبو السعود
- زيزي البدراوي
- صلاح منصور
- محمد رضا
- عادل أدهم
- فريد شوقي

## سيناريو وحوار
ممدوح الليثي

## موسيقى
سليمان جميل

## إخراج
نور الدمرداش